# Acanthomintha
Acanthomintha  é um gênero botânico da família Lamiaceae.
A autoridade científica do género é (A. Gray) A. Gray, tenso sido publicada em Synoptical Flora of North America 2(1): 365. 1878.

## Espécies
De acordo com a base de dados The Plant List, o género tem 4 espécies aceites das quais todas são aceites:
- Acanthomintha duttonii (Abrams) Jokerst
- Acanthomintha ilicifolia A.Gray
- Acanthomintha lanceolata Curran
- Acanthomintha obovata Jeps.